# Centropogon foetidus
Centropogon foetidus là loài thực vật có hoa trong họ Hoa chuông. Loài này được (Willd. ex Kunth) E.Wimm. mô tả khoa học đầu tiên năm 1929.